# Ensayo de Trauzl
El ensayo de Trauzl, también llamado prueba del bloque de plomo Trauzl, prueba de Trauzl o simplemente Trauzl, es un ensayo utilizado para medir la fuerza de materiales explosivos. Fue desarrollado por Isidoro Trauzl en 1885.

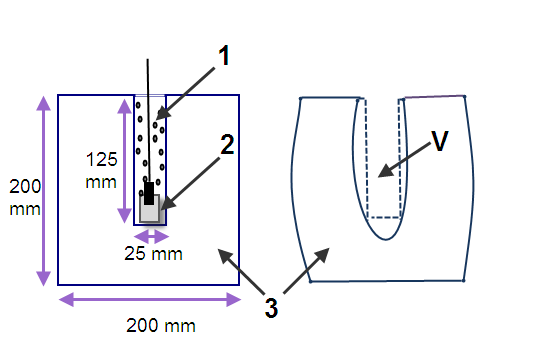
Diagrama del ensayo de Trauzl

El ensayo se realiza mediante la carga de una muestra de 10 gramos del explosivo, envuelta en papel aluminio, en un agujero perforado en un lugar del bloque de plomo de dimensiones específicas. El agujero se rellena luego con arena, y la muestra se detona eléctricamente. Después de la detonación, se mide el aumento de volumen de la cavidad. El resultado, dado en cm³, se llama el número Trauzl del explosivo.
Una variante de la prueba utiliza un bloque de aluminio.

## Número de Trauzl de algunos explosivos
| Explosivo             | Número de Trauzl (cm³/g) |
| --------------------- | ------------------------ |
| Peróxido de acetona   | 25-33                    |
| Cloratita             | 22-29                    |
| C4/Hexógeno           | 45                       |
| HMTD                  | 33                       |
| HMX                   | 48                       |
| Nitroglicerina        | 52                       |
| Nitrato de celulosa   | 42                       |
| PETN/Pentrita         | 52                       |
| TNT                   | 30                       |
| Fulminato de mercurio | 15                       |
| Pólvora negra         | 3                        |